# Пименов, Михаил Георгиевич
Михаил Георгиевич Пименов (род. 29 сентября 1937, Москва) — ботаник, ведущий научный сотрудник Ботанического сада МГУ, лауреат премии имени В. Л. Комарова (2011).

## Биография
Родился 29 сентября 1937 года в Москве. Сын известного советского художника Юрия Пименова и его жены Натальи Константиновны Бернадской.
В 1959 году — окончил биолого-почвенный факультет МГУ
С 1959 по 1973 годы — младший научный сотрудник, старший научный сотрудник Всесоюзного научно-исследовательского института лекарственных растений.
С 1973 года по настоящее время — заведующий сектором систематики и географии растений Ботанического сада МГУ.
В 1984 году — защитил докторскую диссертацию.
В 1989 году — присвоено учёное звание профессора.
Член-корреспондент РАЕН (1999).
Член Международной ассоциации таксономии растений, Международной организации биосистематиков растений (IOPB), «OPTIMA», РБО, МОИП.
Имеет 4 авторских свидетельства и патента.
Участник международных проектов Flora of China, Species-2000, ETI.
Участвовал в создании Красных книг СССР и РСФСР.
Заместитель главного редактора журнала «Растительные ресурсы», член редакционной коллегии «Ботанического журнала».

## Семья
- Жена — Маргарита Егоровна Пименова, урождённая ?, ботаник, старший научный сотрудник Всероссийского НИИ лекарственных и ароматических растений РАСХН[4].
  - Дочь —[4].
  - Дочь —[4].

## Виды, названные в честь М. Г. Пименова
- (Apiaceae) Ferula pimenovii Lazkov[5]
- (Apiaceae) Peucedanum pimenovii Mozaff.[6]

## Награды
- Медаль ордена «За заслуги перед Отечеством» II степени (2024)[7].
- Премия имени В. Л. Комарова (2011) — за серию работ по систематике, географии и ресурсам зонтичных России, Азии и Земного шара.

## Основные труды
- Пименов М. Г. Перечень растений — источников кумариновых соединений. — Л.: Наука. Ленингр. отд.-ние, 1971. — 200 с. — 1400 экз.
- Пименов М. Г., Клюйков Е. В. Зонтичные Киргизии. — М.: Товарищество научных изданий КМК, 2002. — 288 с. — 400 экз. — ISBN 5-87317-113-0.
- Пименов М. Г., Остроумова Т. А. Зонтичные (Umbelliferae) России. — М.: Товарищество научных изданий КМК, 2012. — 480 с. — 200 экз. — ISBN 978-5-87317-813-1.